# Catanzaro Sala
Catanzaro Sala è il quartiere di Catanzaro che ospitava la stazione omonima, oggi non funzionante. Quartiere a vocazione produttiva, sede di diverse attività industriali e commerciali, con Campagnella, Cava-Santo Janni, Germaneto, Santa Maria e Siano faceva parte dell'ex III circoscrizione comunale.

## Trasporti

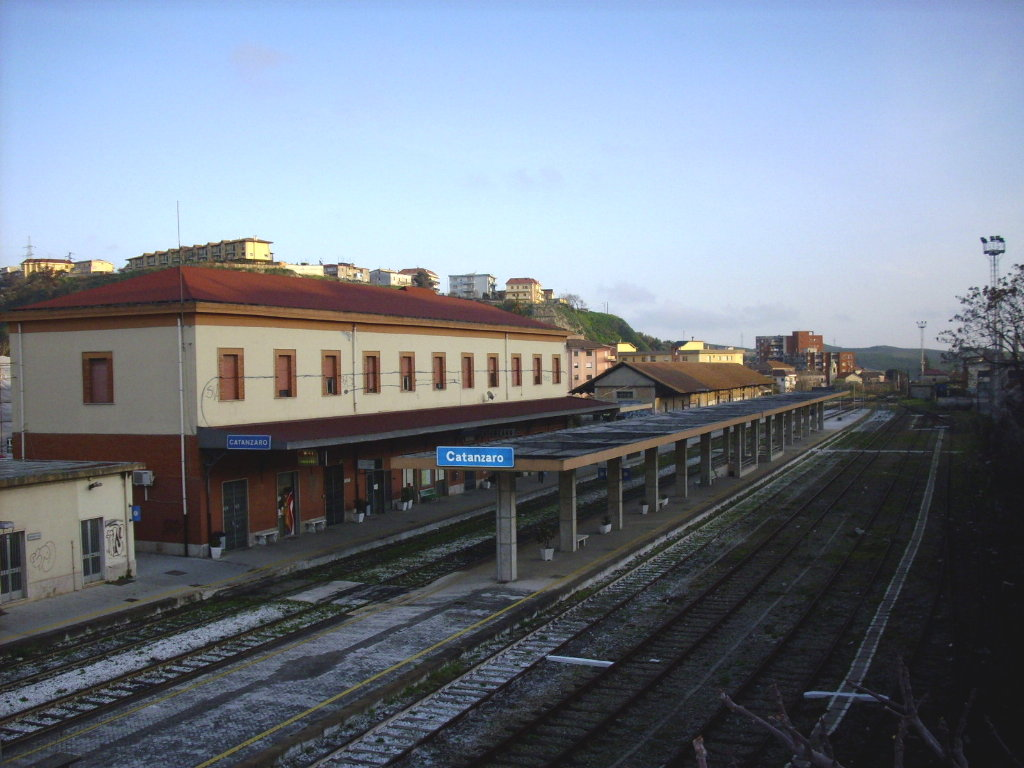
La vecchia stazione, oggi dismessa.

Nel quartiere è ubicata l'omonima stazione ferroviaria che fu il principale snodo di RFI in città. Aperta al transito nel 1899, fu dismessa nel 2008 in seguito alla costruzione della nuova stazione situata nel quartiere periferico di Germaneto. L'operazione dette vita ad una serie di polemiche a causa della poca praticità del nuovo scalo, lontano e mal collegato dal centro cittadino.
Nel 1933, accanto alla stazione principale, ne fu costruita un'altra, posta sulla linea Cosenza-Catanzaro Lido, che è parte integrante della cosiddetta "Metropolitana di Catanzaro", il servizio ferroviario metropolitano della città. Della tratta fa parte anche il passante di Dulcino, che serve la parte del quartiere al confine con Santa Maria.
Catanzaro Sala è inoltre servito dalla stazione a valle della Funicolare di Catanzaro, che collega il quartiere col centro storico cittadino.

## Sport
Nel quartiere ha sede il Comitato regionale della Lega Nazionale Dilettanti. Nel 1998 il Comune di Catanzaro assegnava l'area adiacente al già esistente campo sportivo di Sala alla Federazione. L'imponente edificio è stato inaugurato nel maggio del 2005 alla presenza dell'allora presidente della LND Carlo Tavecchio. Le strutture annesse all'immobile sono state oggetto di importanti restyling a partire dagli anni 2010. Nel 2014 è stato inaugurato il nuovo centro tecnico federale FIGC, composto da un campo di calcio in erba sintetica e da un campo di calcio a 5, denominato "piccola Coverciano", alla presenza di Giancarlo Abete (allora presidente della FIGC) e di Gianni Rivera.
Nel 2019 è stato inaugurato il secondo campo da calcio in erba sintetica del centro tecnico federale.